# Henryk Golański
Henryk Golański (ur. 1 stycznia 1908 w Łodzi, zm. 13 czerwca 1995 w Warszawie) – polski inżynier elektryk, dyplomata i polityk, w latach 1959–1965 minister szkolnictwa wyższego.

## Życiorys
Syn Franciszka i Marii. Ukończył studia na Politechnice Warszawskiej. W latach 1932–1933 był inżynierem i kierownikiem robót budowlano-montażowych w Elektrowni Łódzkiej i Zarządzie miejskim w Łodzi, następnie odbył służbę wojskową w Dywizyjnym Korpusie Podchorążych w Siedlcach, uzyskując stopień plutonowego. 1934–1939 był konstruktorem w Państwowych Zakładach Tele- i Radiotechnicznych w Warszawie. Od 1929 do 1932 członek Związku Niezależnej Młodzieży Socjalistycznej „Życie”. Od 1939 członek Związku Walki Zbrojnej, następnie Armii Krajowej ps. „Marek”.
W 1946 wstąpił do Polskiej Partii Robotniczej, następnie do Polskiej Zjednoczonej Partii Robotniczej. W latach 1945–1947 podsekretarz stanu w Ministerstwie Przemysłu, od 1947 do 1949 w Ministerstwie Przemysłu i Handlu, następnie – do 1950 – w Ministerstwie Przemysłu Lekkiego, a do 1951 w Ministerstwo Szkół Wyższych i Nauki. Od 1951 podsekretarz stanu w Ministerstwie Szkolnictwa Wyższego, którego od 18 czerwca 1959 do 14 grudnia 1965 był ministrem. Od 1958 był członkiem Zarządu Głównego Towarzystwa Przyjaźni Polsko-Chińskiej.
Od 12 marca (7 września) 1966 do 16 września 1970 roku był ambasadorem PRL w Atenach.

## Odznaczenia
- Order Sztandaru Pracy I klasy (1964)[4]
- Krzyż Komandorski Orderu Odrodzenia Polski (1946)[5]
- Medal Komisji Edukacji Narodowej (1967)[6]
- Złota odznaka „Za pracę społeczną dla miasta Krakowa” (1964)[7]
- Złota odznaka 20-lecia UMCS (1964)[8]